# Environnement dans l'Union européenne
L'environnement dans l'Union européenne est l'environnement (au sens d'environnement biologique) du territoire recouvert par les États membres de l'Union européenne (UE), ainsi que de leurs eaux territoriales. La politique environnementale de l'UE fait partie des compétences partagées de l'Union et des États membres.
L'UE présente des milieux très variés, avec un important linéaire côtier et de nombreuses îles, des zones de moyennes et hautes montagnes, des grandes zones cultivées, de grands massifs boisés et un important réseau hydrographique. La faune et la flore sont très variées, mais le territoire connait une perte importante de biodiversité depuis les années 1970. 
L'occupation humaine est très ancienne en Europe, et a très largement façonné les paysages et perturbé l'environnement (artificialisation, pollution de l'air et de l'eau, etc.). Le maillage de réseaux de transport est extrêmement dense et très utilisé, les activités importantes incluant industries lourdes, centrales nucléaires et thermiques, élevage industriel...
Le réchauffement climatique accentue les phénomènes naturels de canicules, incendies, sécheresses ou encore inondations que connait l'Europe ; et affecte les pratiques agricoles. Bien que les émissions de gaz à effet de serre de l'UE (27) aient baissé depuis 2005, elles représentent encore 7,3 % des émissions mondiales en 2021, l'Europe étant le troisième plus gros émetteur derrière la Chine et les États-Unis. Le territoire est également exposé à des risques sismiques, de retrait-gonflement des argiles ou encore industriels et nucléaires.

## La biodiversité au sein de l'Union européenne

### Milieux
L'UE présente des milieux très variés, avec un important linéaire côtier et de nombreuses îles, des zones de moyennes et hautes montagne, des grandes zones cultivées, de grands massifs boisés et d'importantes zones humides avec un nombre important de fleuves, rivières, lacs. Assèchement de mares, drainage, endiguement. La main de l'homme a redessiné de nombreux paysages, entrainant une perte de biodiversité.

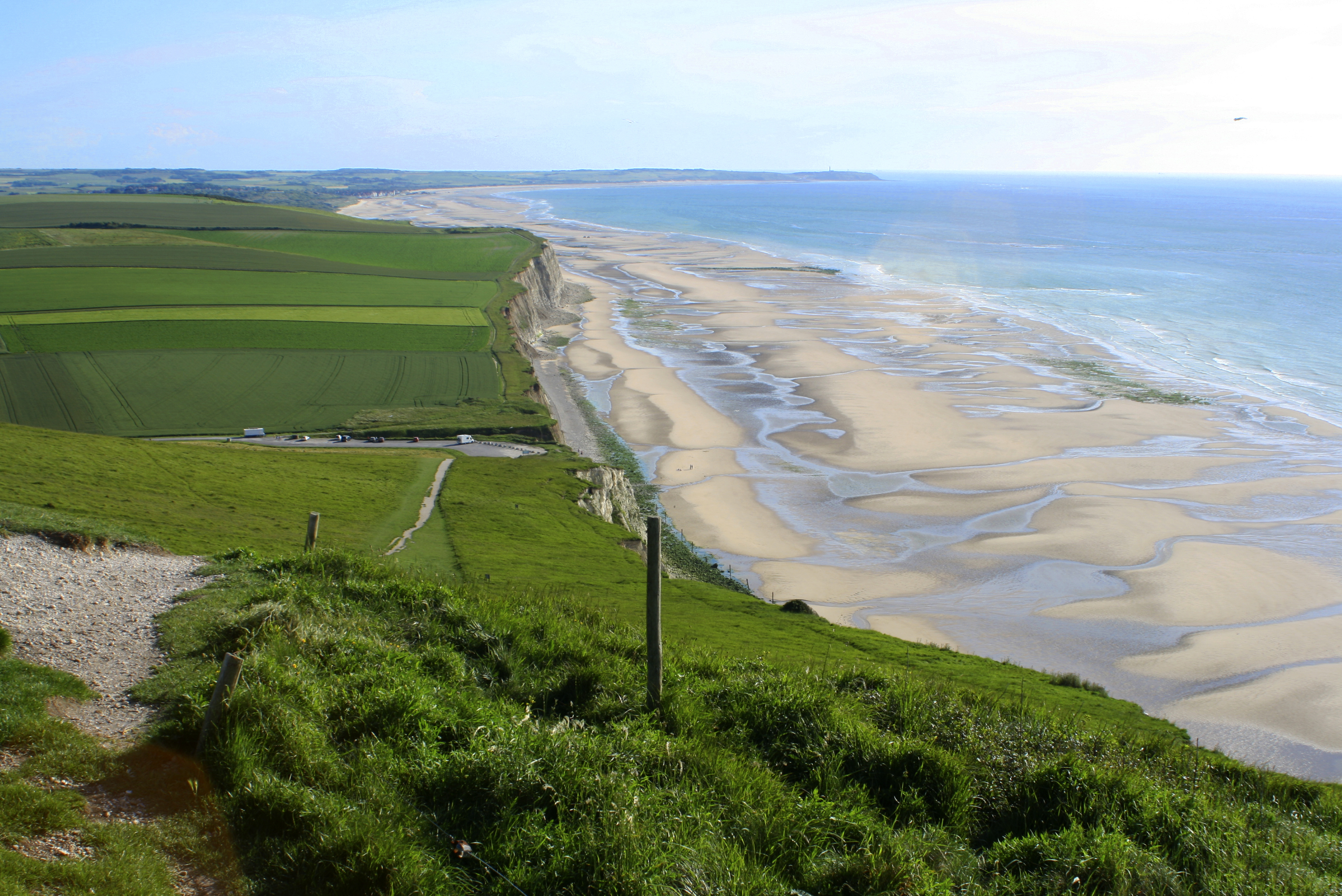
Côte d'Opale, Pas-de-Calais, France
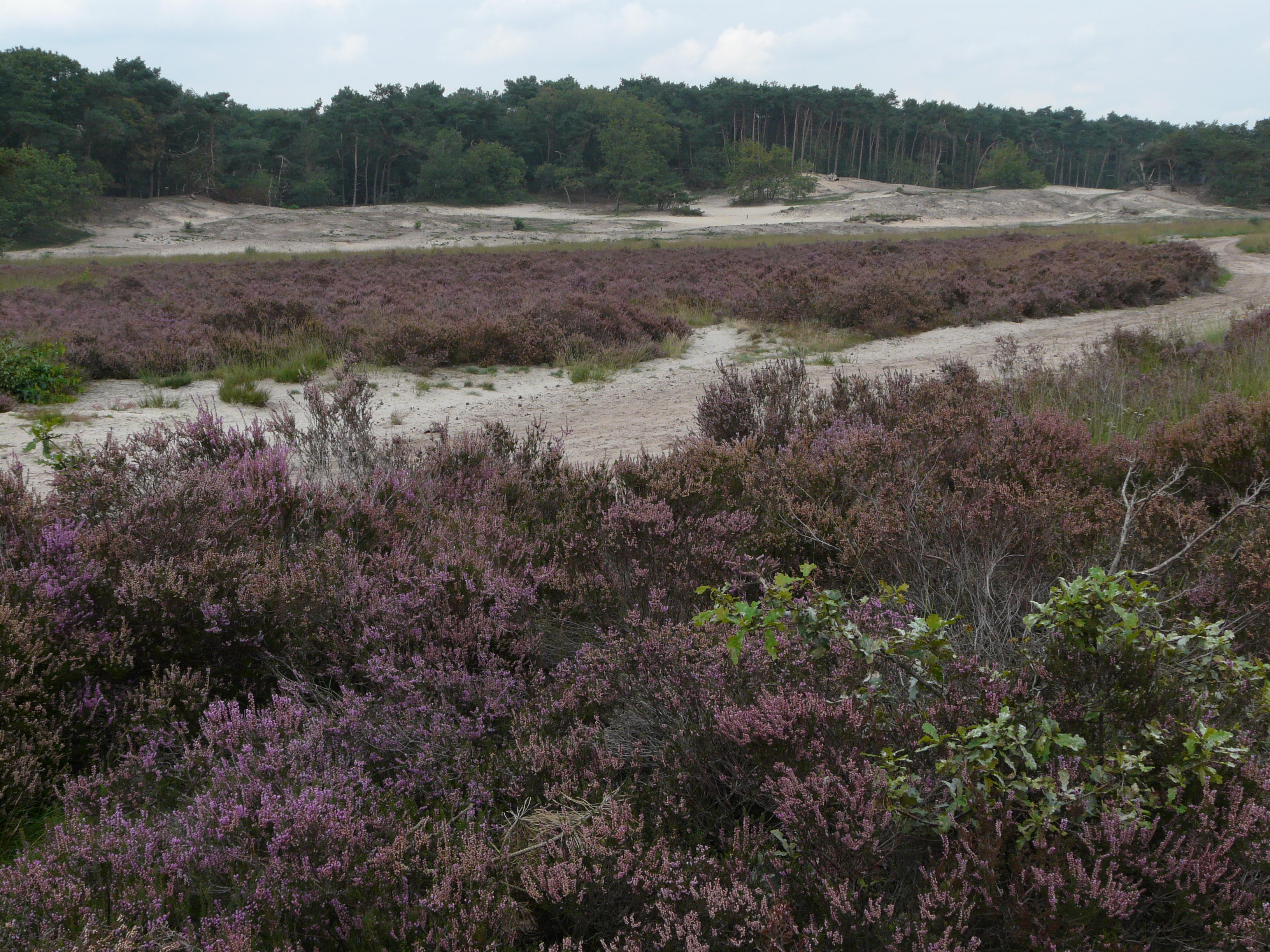
Dunes, petite végétation et forêt dense dans le Brabant-Septentrional, Pays-Bas
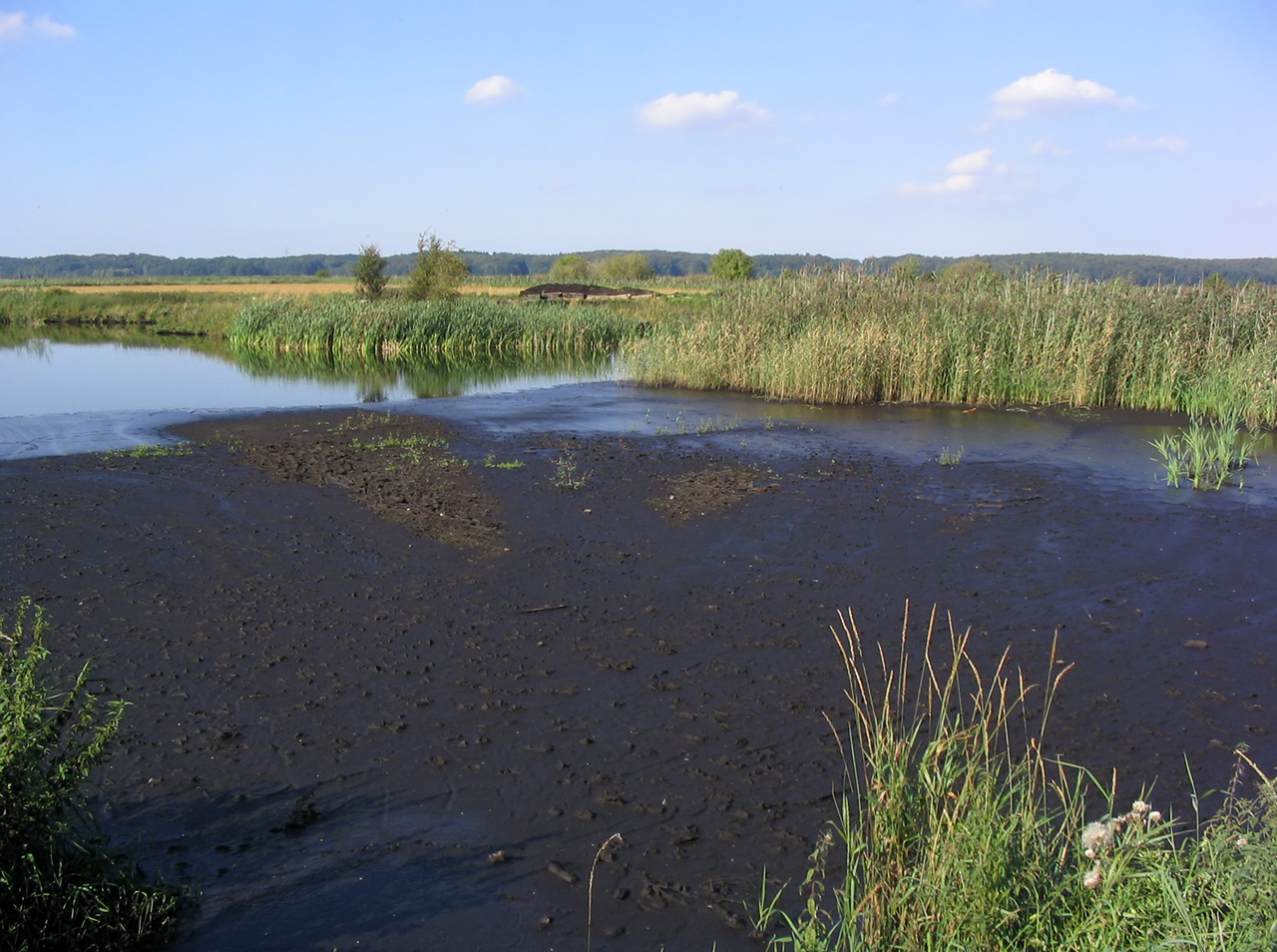
Tourbière près de Bad Sülze en Mecklembourg-Poméranie-Occidentale, Allemagne du nord-est
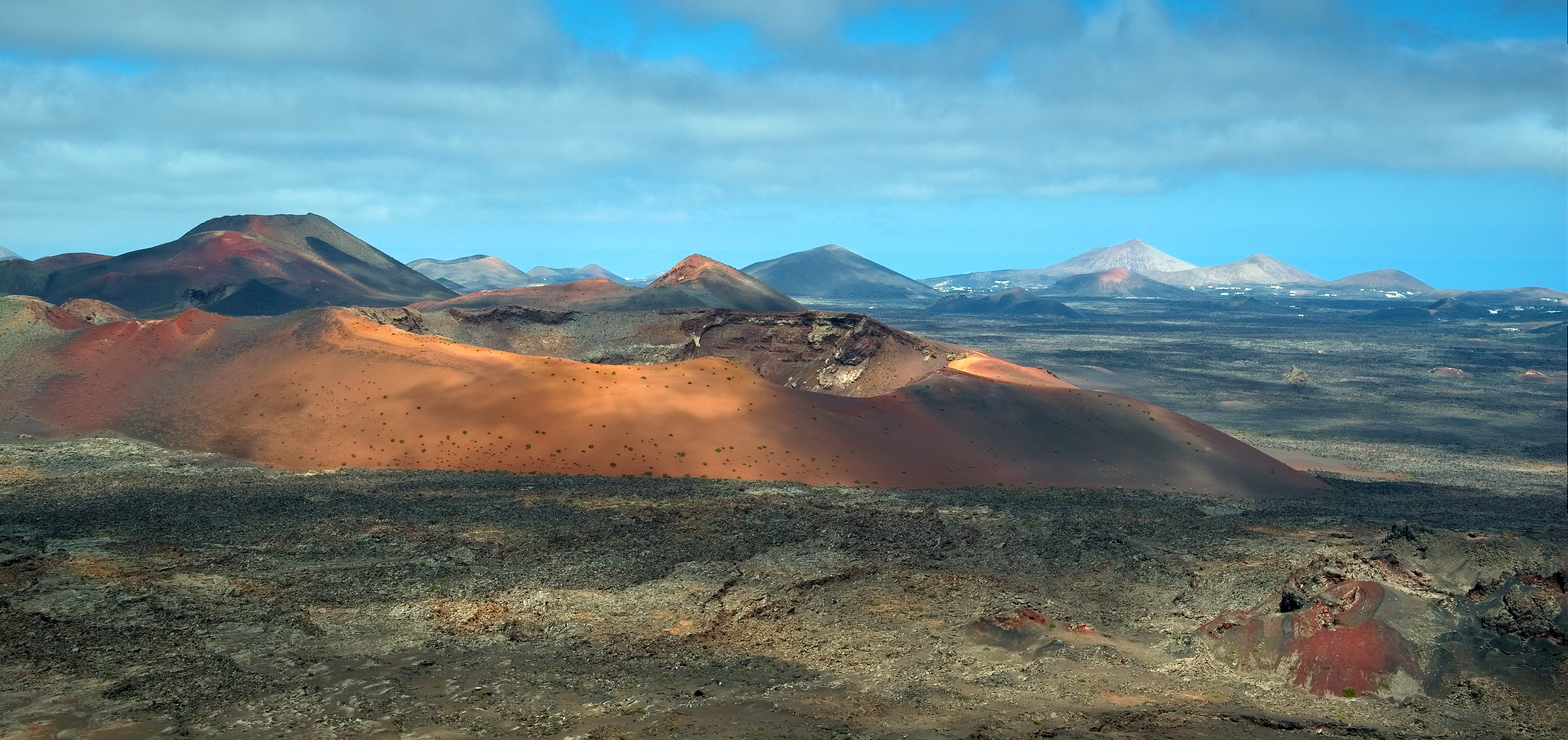
Paysage volcanique à Lanzarote, Espagne
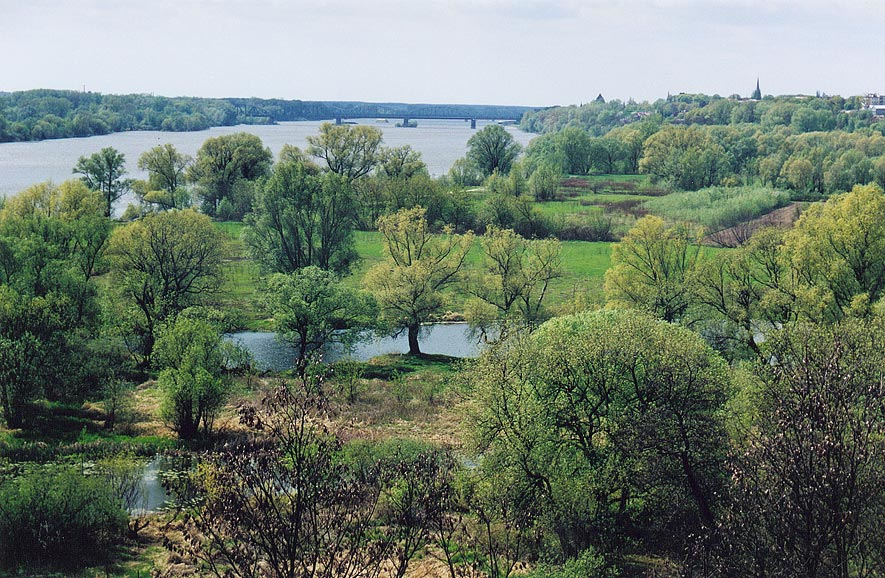
Vallée de la Vistule à l'est de Toruń, Pologne
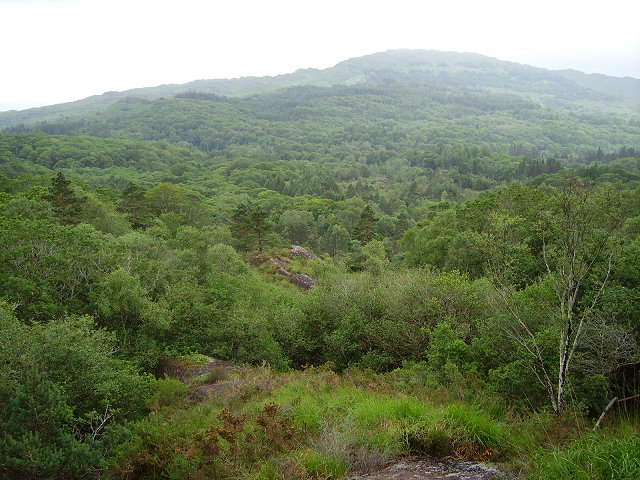
Forêt de Glengarriff, dans la péninsule de Beara, Irlande
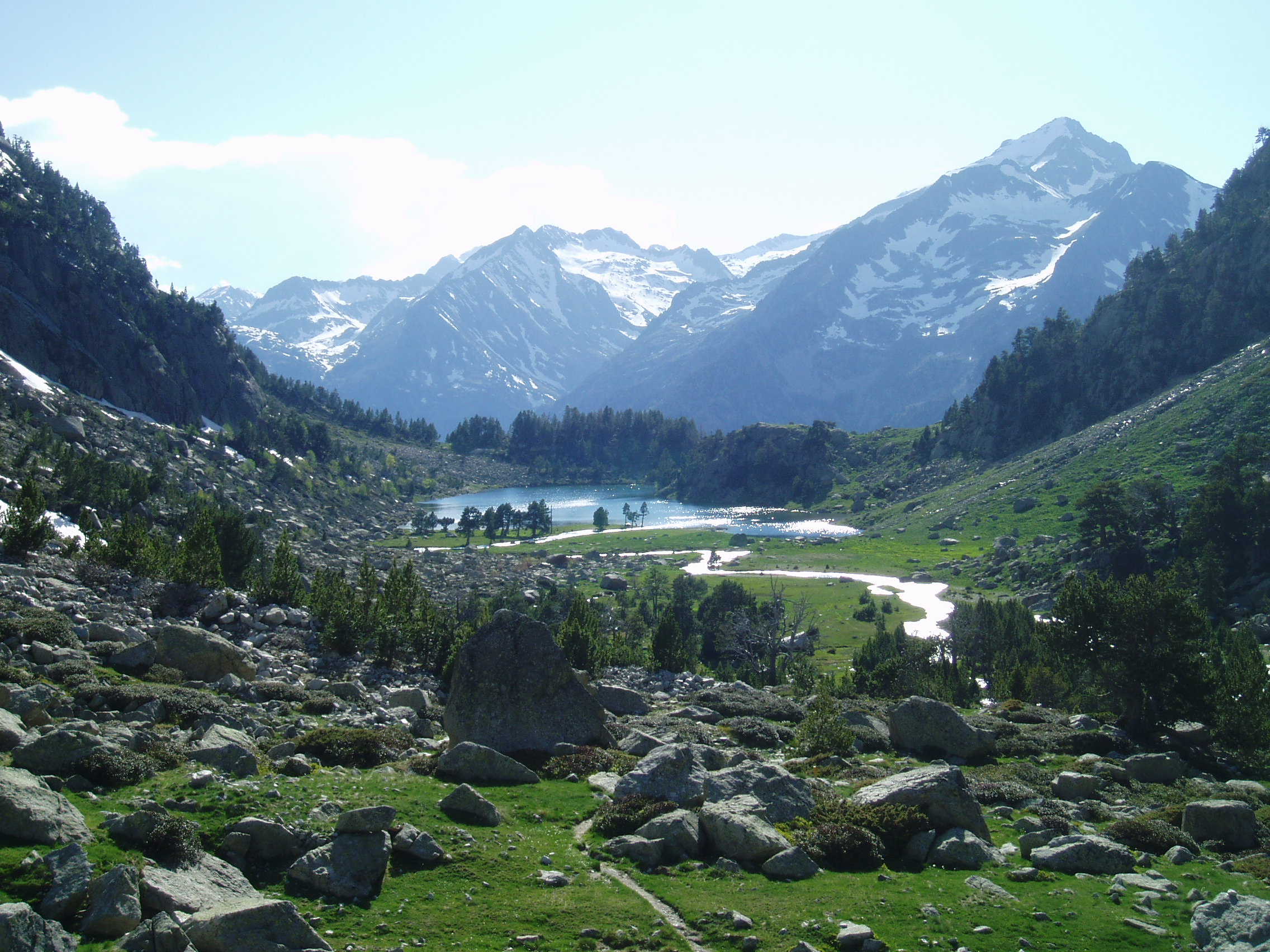
Besiberri en Catalogne : paysage typique des Pyrénées avec petit lac et vallée suspendue, Espagne

### Faune et flore
La faune et la flore sont très variées, avec des espèces endémiques dans certaines îles (par exemple dans les îles Canaries en Espagne). 
Une part des oiseaux sont migrateurs. En 2019, on compte 20 % d'oiseaux en moins en Europe qu'il y a 20 ans.
Le héron, le loup, l'ours, le lynx, la loutre ou le castor recolonisent certains territoires, ce qui permet en outre une régulation d'autres populations d'animaux et notamment d'animaux malades. L'Europe compte, en 2018, 17 000 ours dans 22 pays ; et deux fois plus de loups qu'aux États-Unis d'Amérique.
Selon l'Union internationale pour la conservation de la nature, plus d'un quart des 5 000 espèces européennes d'insectes sont menacées de disparition. Des espèces disparaissent, d'autres, venant d'Afrique et d'Asie, font leur apparition (par exemple des espèces de libellules). 

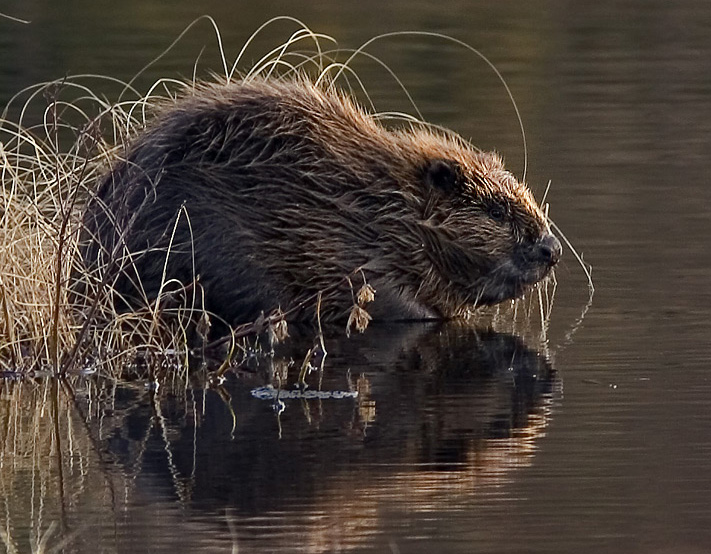
Castor d'Europe
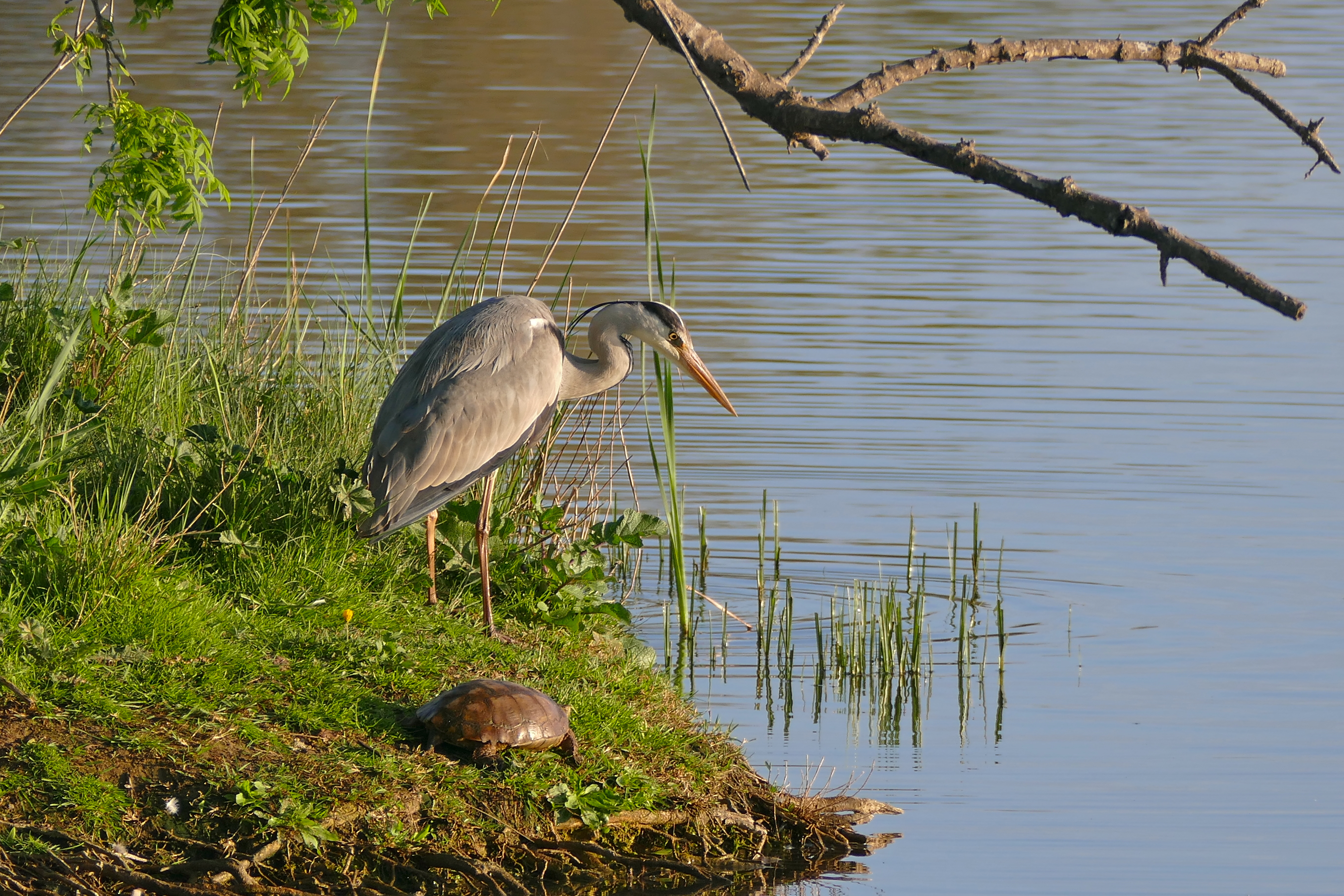
Héron cendré (Catalogne, Espagne)
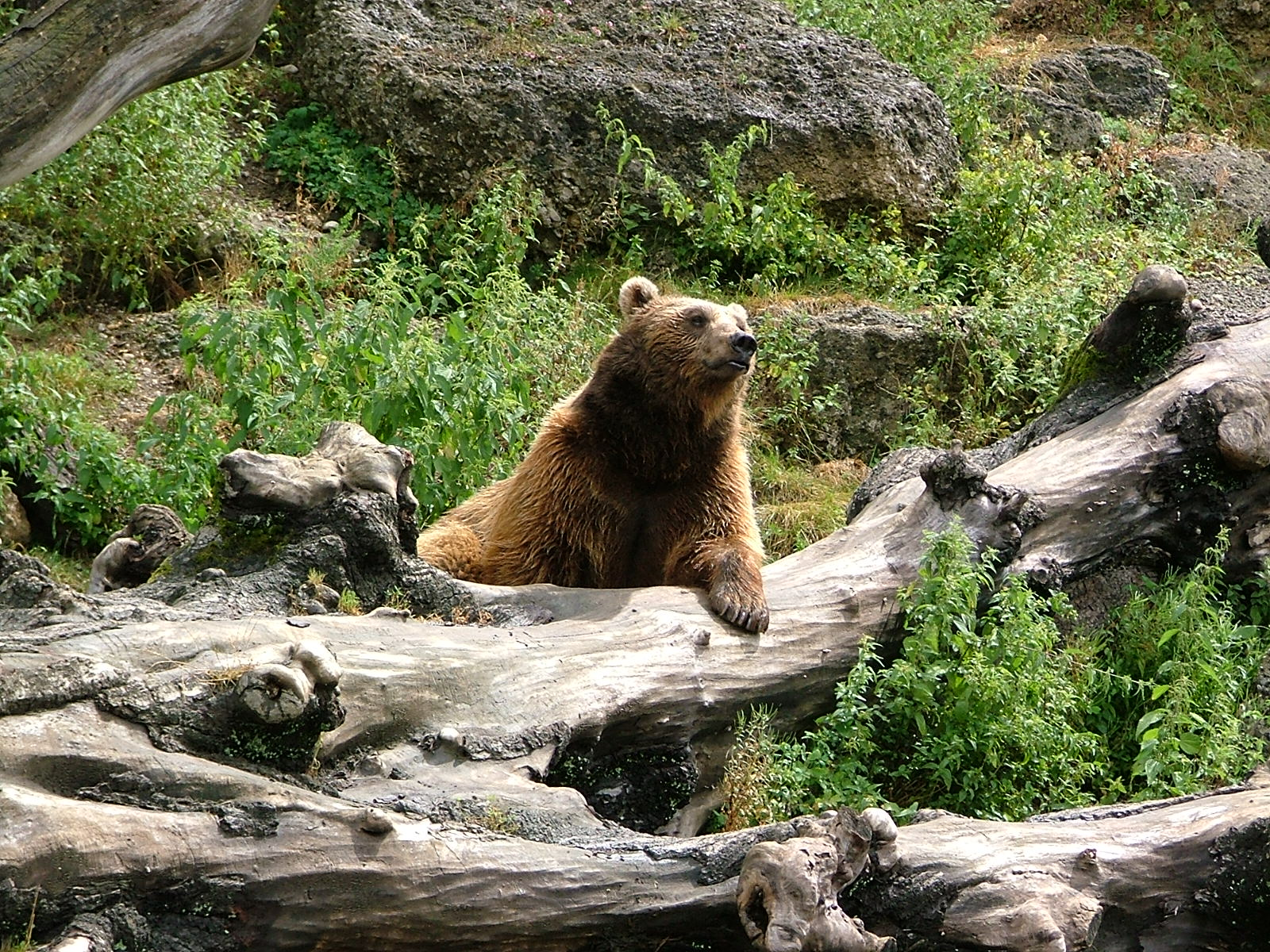
Ours brun présent dans une réserve autrichienne
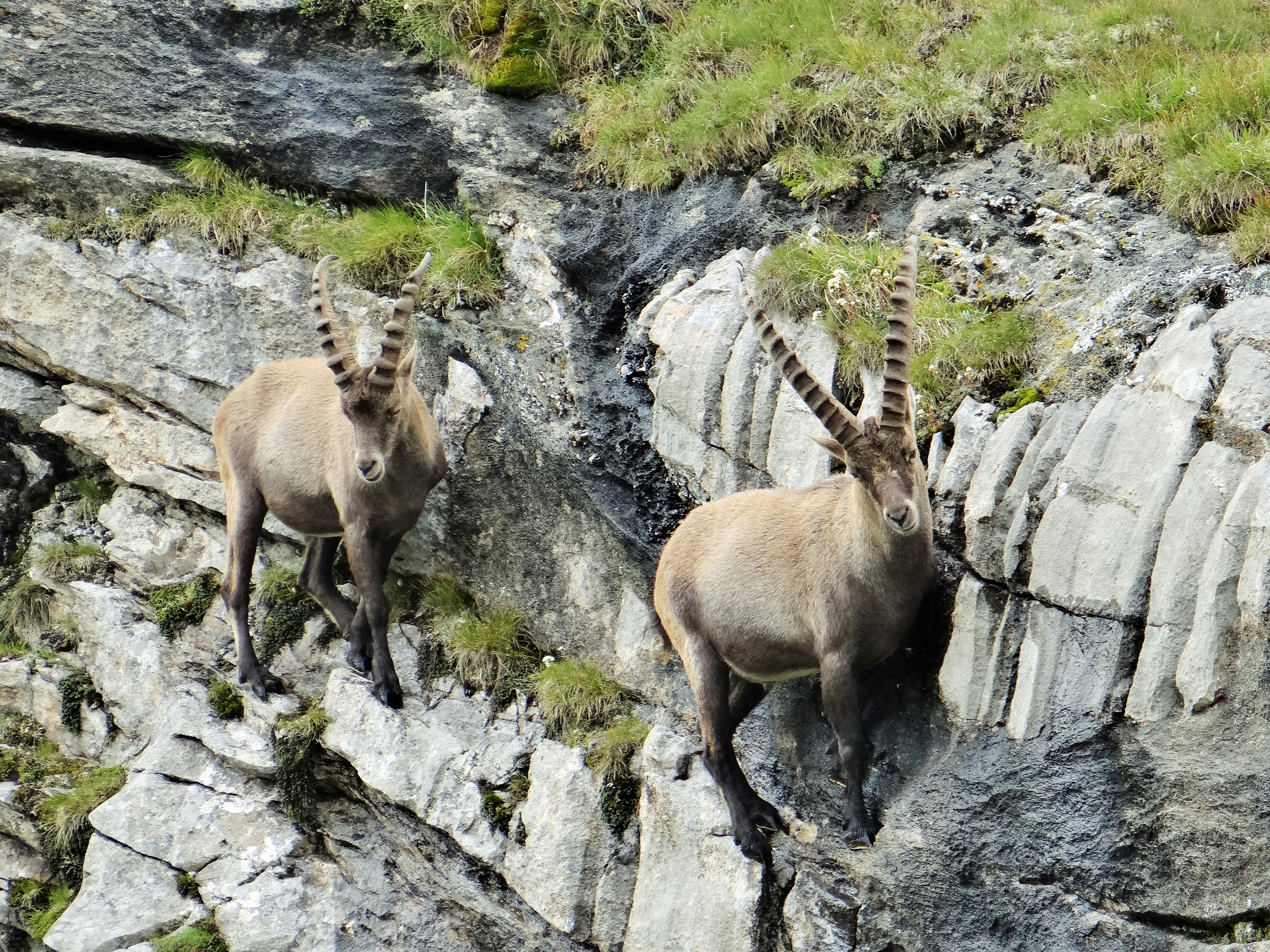
Bouquetin des Alpes (col de la Vanoise, France).
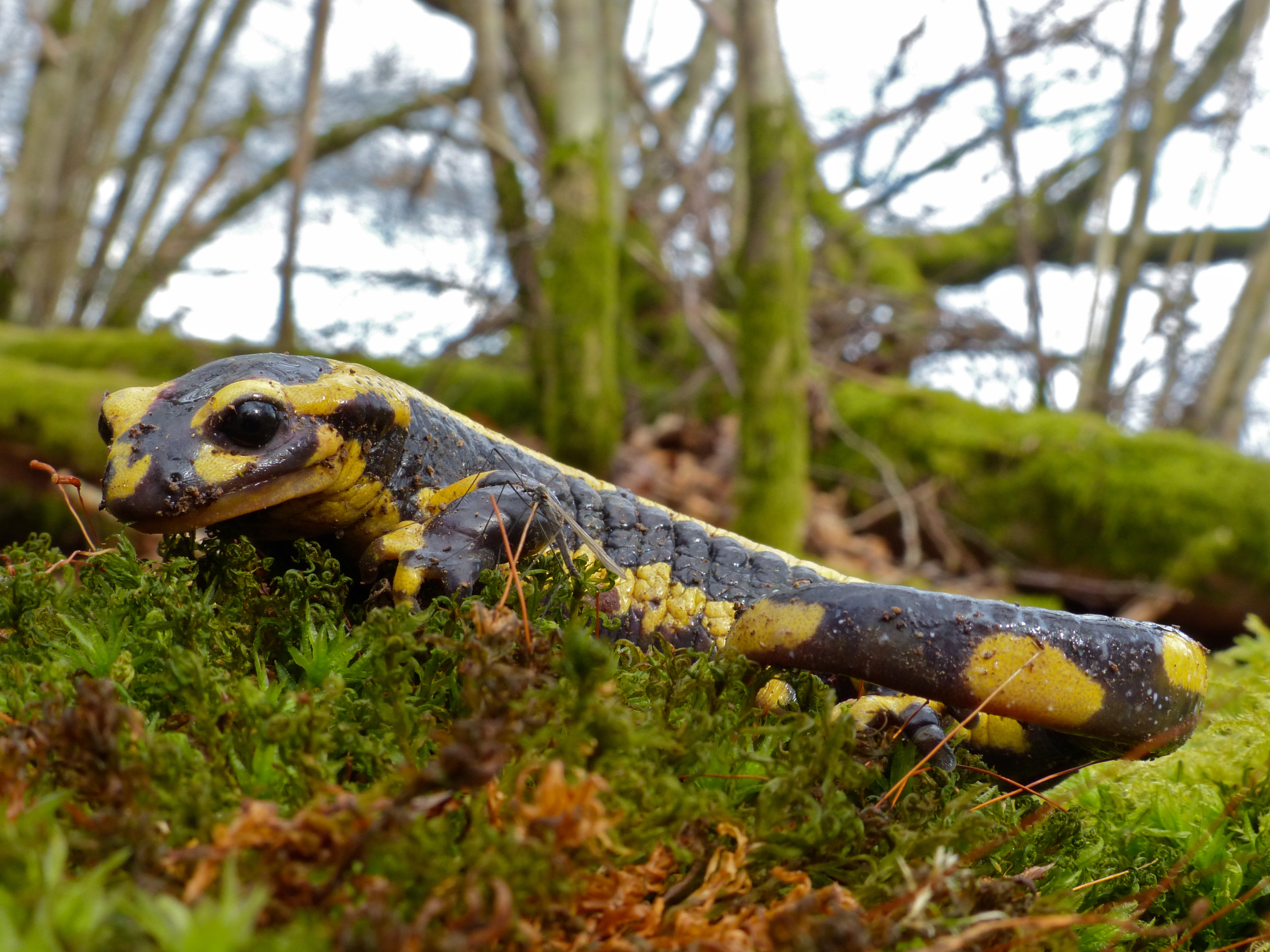
Une salamandre en forêt d'Écouves (Orne, France)
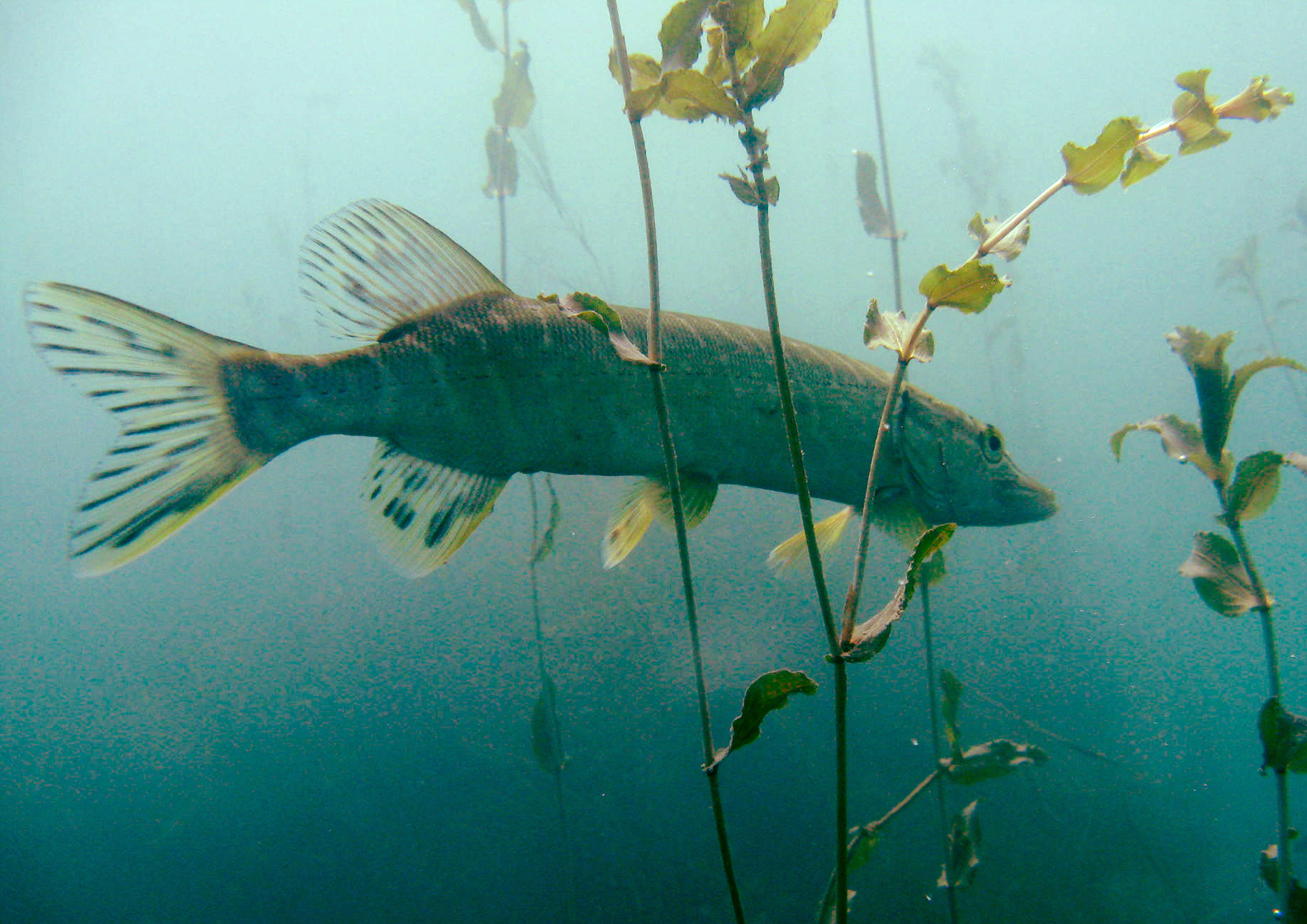
Brochet dans une gravière d'Alsace
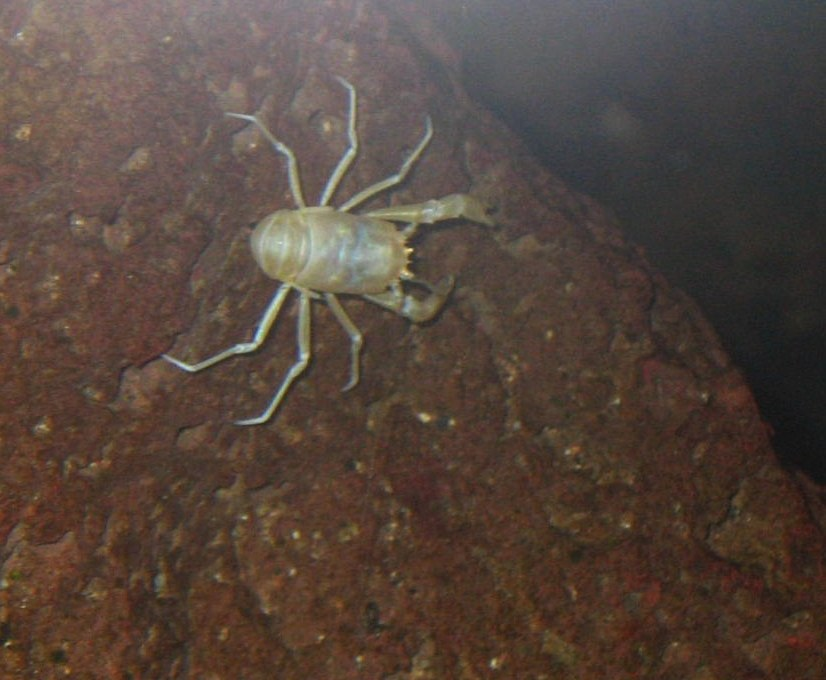
Munidopsis polymorpha, Crabe aveugle de Lanzarote, Espagne

## Impacts sur les milieux naturels

### Activités humaines
L'occupation humaine est très ancienne en Europe, et a très largement façonné les paysages : déforestation, marais asséchés, rivières canalisées, développement des cultures, réseau dense de villes et présence forte d'un habitat dispersé. Le territoire européen est aménagé principalement autour des littoraux et d'axes de communications anciens qui bénéficient d'un maillage de réseaux de transport extrêmement dense.

#### Industries
Les industries lourdes se sont fortement développées aux XIXe et XXe siècles autour de bassins miniers et de zones d'extraction de matières premières minérales. Elles sont encore très présentes sur certains territoires mais de nouvelles activités moins centralisées ont depuis vu le jour avec des impacts plus ou moins fort sur leur milieu.

#### Agriculture, pêche et chasse

##### Agriculture
L'Union européenne est le premier importateur et le premier exportateur de produits agricoles (notamment ceux issus de industrie agroalimentaire). L'agriculture utilise en général des méthodes intensives de production, excédentaire dans certains domaines, et l'Europe est largement autosuffisante pour l'agriculture vivrière ; toutefois, l'Union importe de nombreux produits exotiques, et commence à utiliser une partie de sa production agricole pour la production d'énergie. 
Fin 2016, 291 326 exploitations agricoles cultivaient plus de 12 millions d'hectares en agriculture biologique dans l'Union européenne et a mis en place un label bio commun pour tous les États membres. 

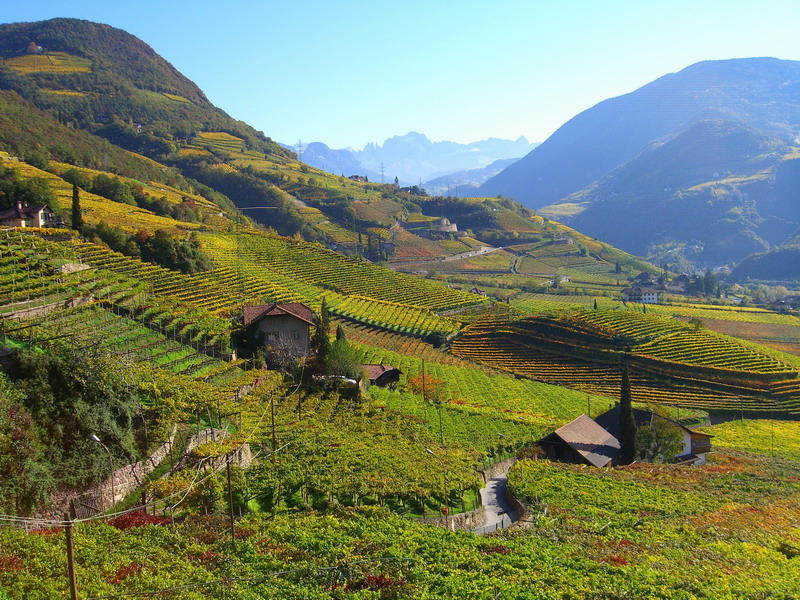
Paysage viticole du Tyrol du Sud, Italie
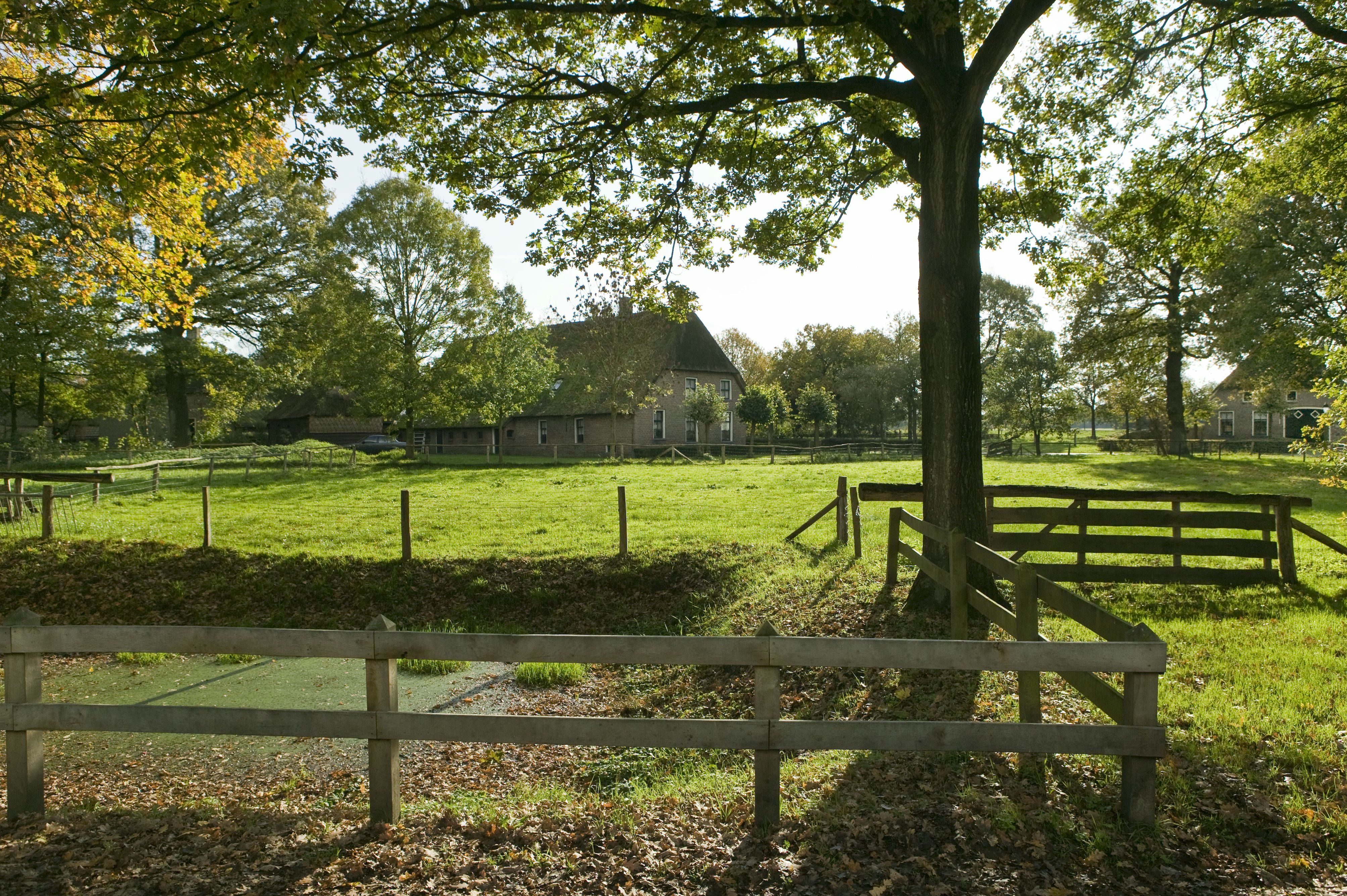
Une ferme néerlandaise typique.
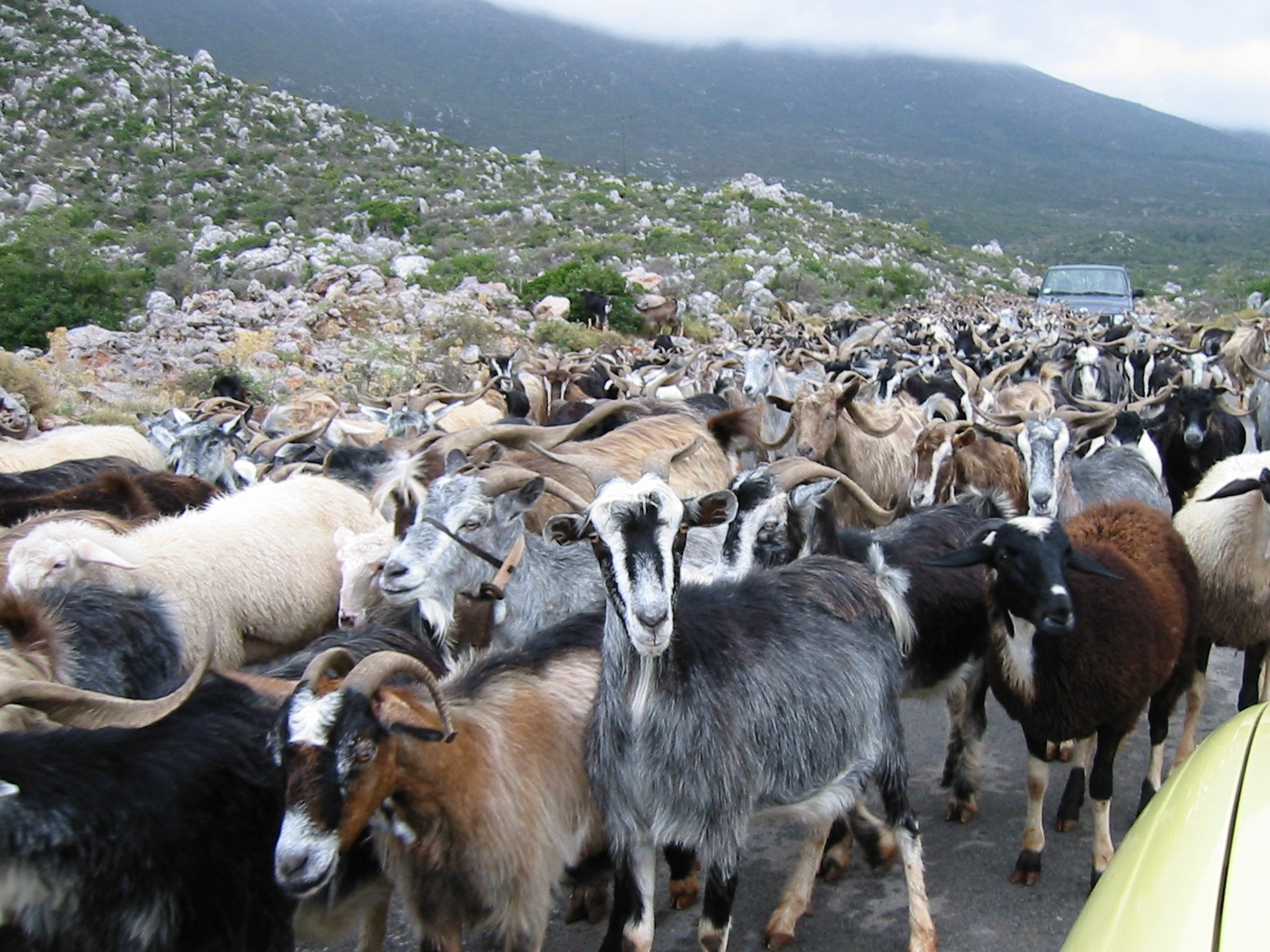
Troupeaux de chèvres en Grèce.
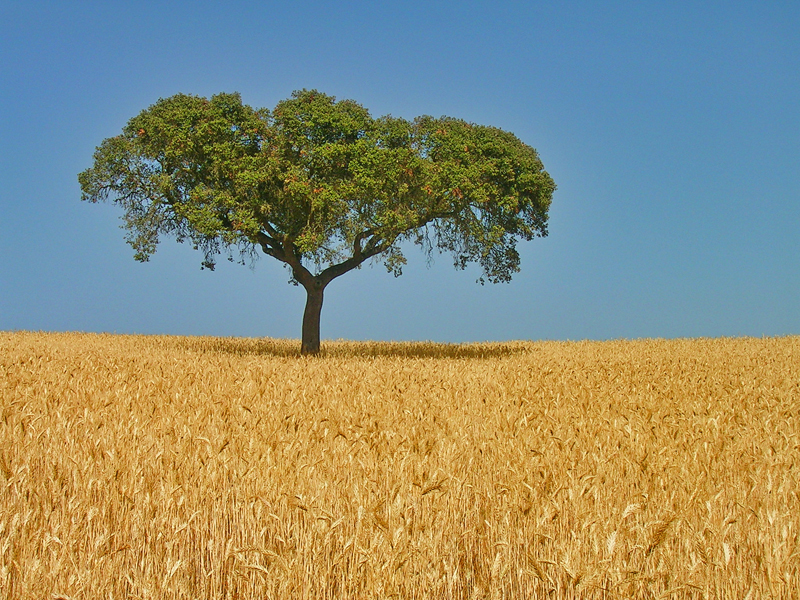
Champ typique de l'Alentejo, région d'exploitation du chêne liège, Portugal.

##### Pêche
L'UE possède 40 % de la flotte maritime mondiale de pêche et représente environ un quart du tonnage mondial, mais pour autant le secteur lié à la pêche ne génère 3 à 5 % du PIB de l'UE en 2006.

##### Chasse
La justice européenne encadre strictement la chasse au loup.

#### Activités tertiaires
L'Union européenne et plus généralement l'Europe est la région la plus visitée au monde avec 588 millions de visiteurs sur 1,138 milliard de touristes en 2014 soit 51,7 % (OMT, 2014). La barre du milliard de touristes a été franchie pour la première fois en 2012 (on en comptait 25 millions en 1950). Les principaux pays européens visités sont la France, l'Espagne et l'Italie.

#### Transports

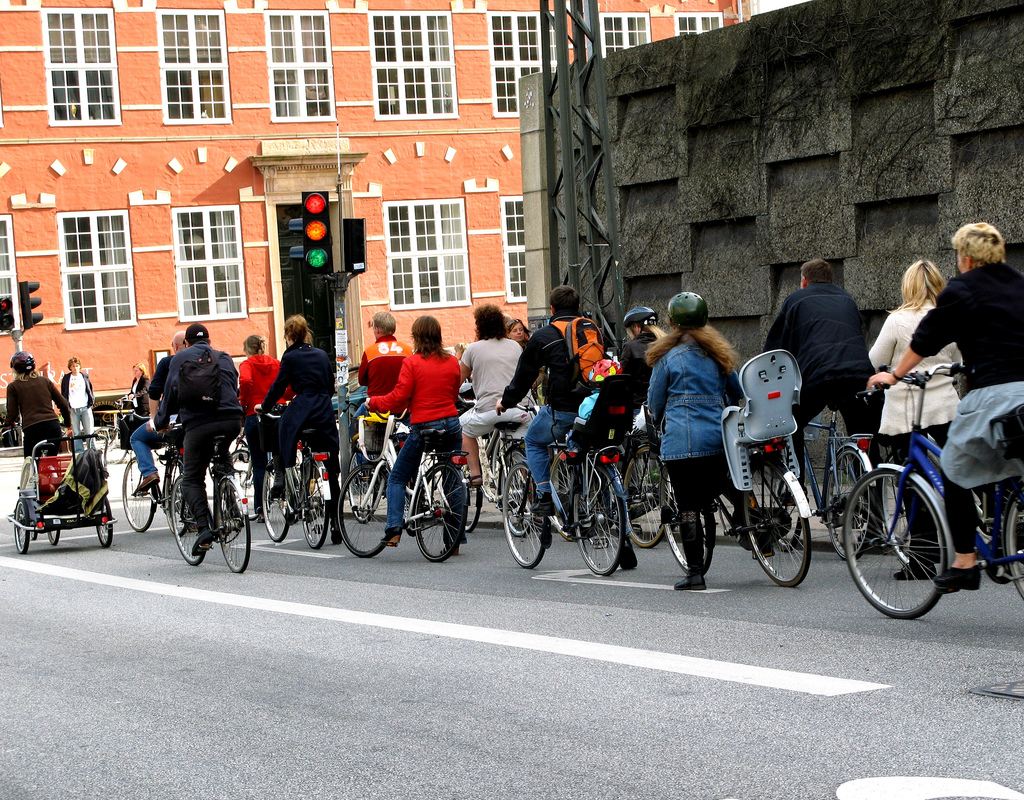
Cyclistes à Copenhague

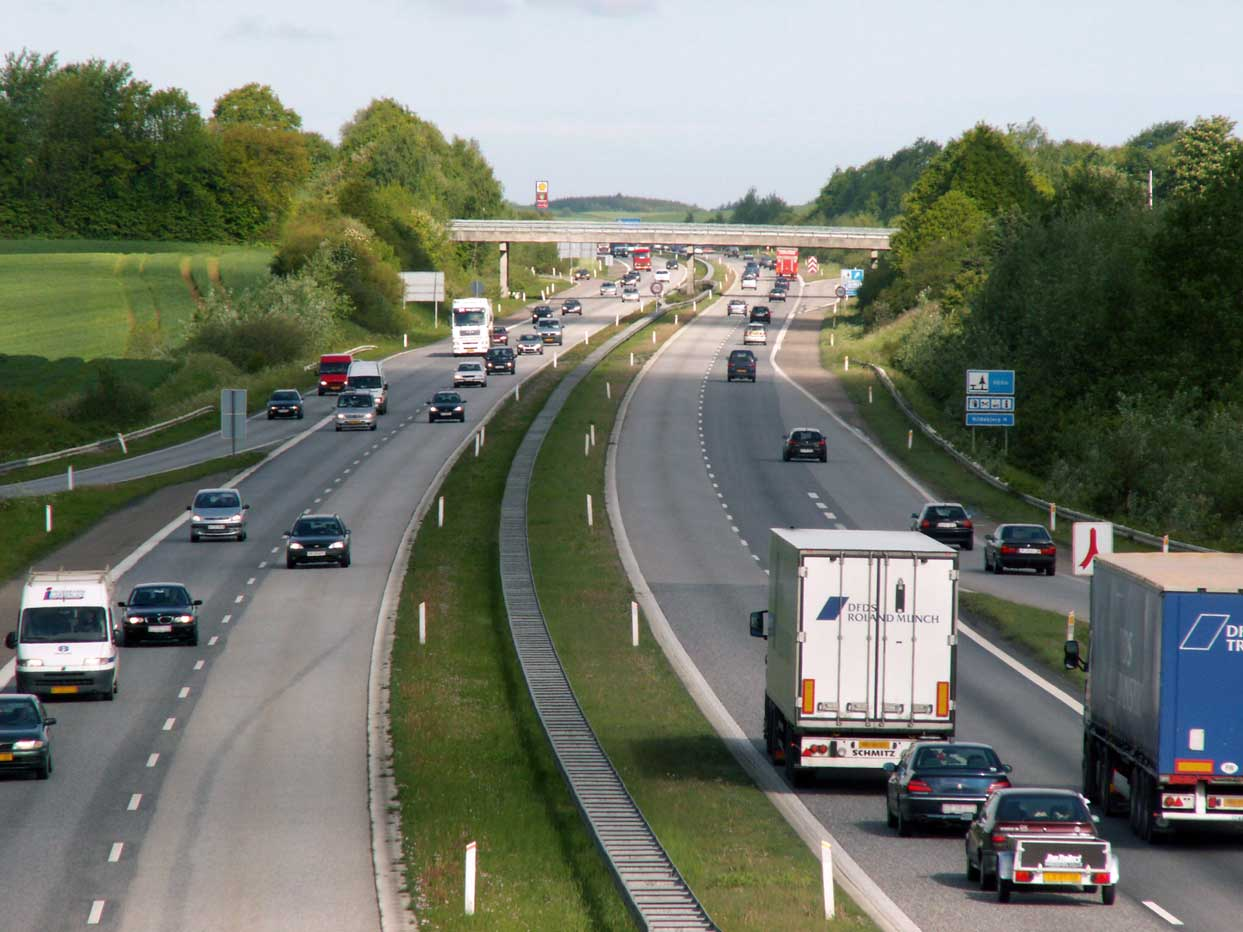
Route transeuropéenne E20 (ici au Danemark), très circulante et facteur de fragmentation écopaysagère

L'Union européenne dispose de l'un des réseaux de transport les plus denses de la planète. Pour les réseaux ferroviaire et autoroutier, elle compte sensiblement plus d'infrastructures pour 1 000 km2 que les États-Unis et à peine moins que le Japon . Cette densité découle de la densité démographique et industrielle relative aux XIXe et XXe siècles, et de la demande et de l'offre croissantes de transport.
En terme quantitatif (poids transporté), les principaux modes de transport sont 
- le transport maritime (via le pas de Calais, l'un des détroits les plus fréquentés au monde par les navires marchands et de transport de passager, les grands ports européens, la Baltique),
- le transport routier,
- le transport ferroviaire,
- les canaux
- le transport aérien.
- le réseau véloroutes et voies vertes vise à permettre de traverser l'Europe sur des pistes cyclables balisées ou en site propre (plus sécurisantes)
- Liens transfrontaliers : Ex. : De nombreux tunnels ferroviaires et routiers existent dans les massifs montagneux. Le tunnel sous la Manche réunit la France et l'Angleterre, et le Danemark et la Suède sont réunis par le plus long pont d'Europe.

Les transports en commun sont développés dans les grandes (métro, tramway) et moyennes villes (bus). Les aménagements cyclables se développent à partir des années 1970 aux Pays-Bas puis partout dans le monde, et les Vélos en libre-service à partir des années 1990.
En 2023, l'usage du train bat un record depuis 2004, avec 429 milliards de voyageurs-kilomètres (pkm) enregistrés sur les réseaux ferrés d'Europe, contre 386 milliards en 2022, soit une progression de 11,2  %.

### Pression sur les ressources

#### Pression sur les ressources non renouvelables

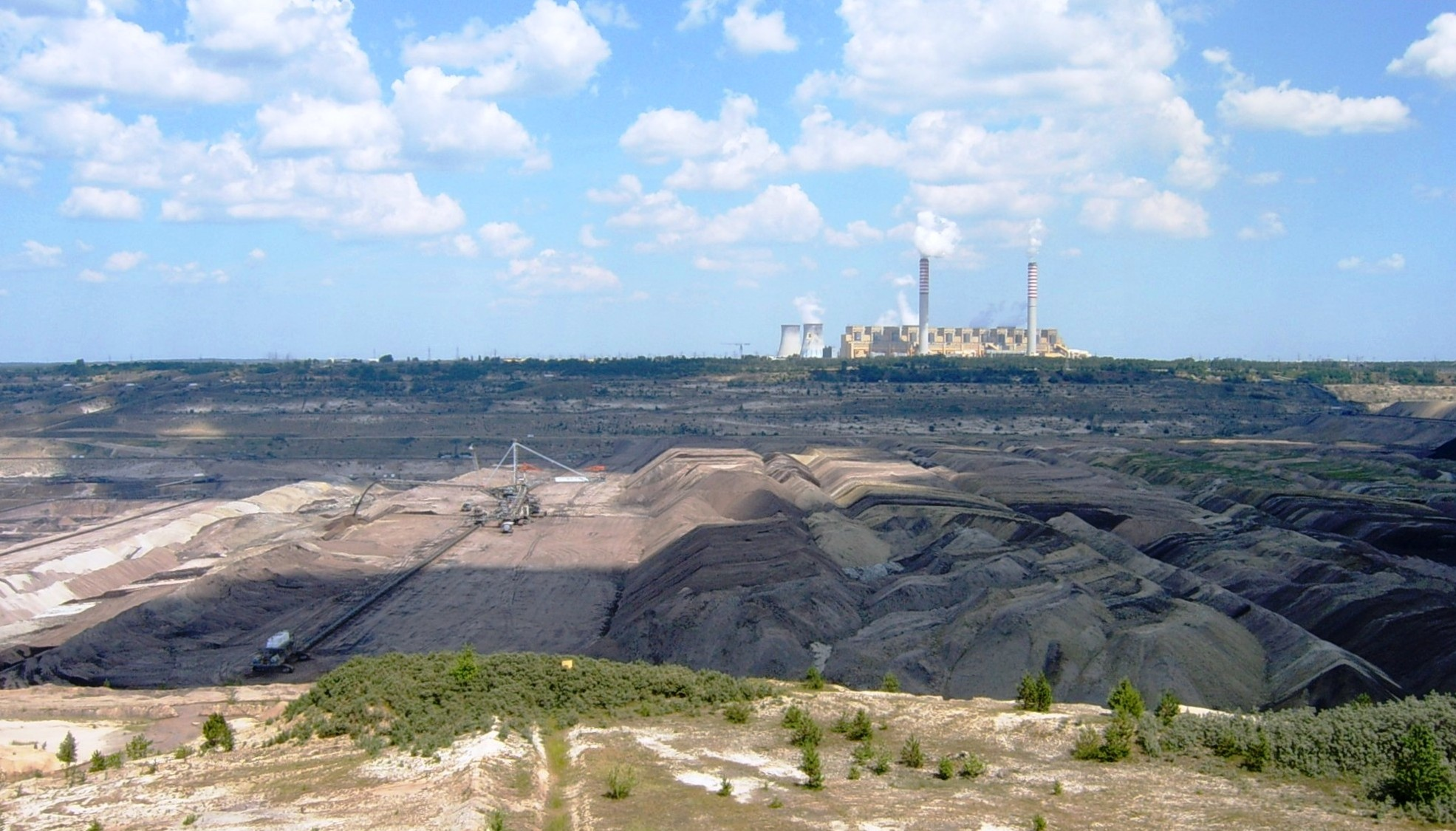
Mine de lignite de Bełchatów, Pologne ; photo : juin 2007.

L'UE est le siège de trois des cinq majors du pétrole : BP (Royaume-Uni), Shell (Royaume-Uni et Pays-Bas) et Total (France). Il y a un champ de pétrole en mer du Nord.
L'UE dispose du plus grand parc de centrales nucléaires opérationnelles au monde avec 28,8 % des 442 réacteurs nucléaires, et importe de l'uranium. Le plus grand parc européen est le parc français (58 réacteurs nucléaires).
Les pays européens ont historiquement exploité les bassins miniers (Royaume-Uni, France, Allemagne...) pour extraire et consommer du charbon. Des centrales à charbon sont encore ouvertes dans les années 2010. En 2019, la Chine finance des projets de centrale à charbon en Europe.

### Pression sur les sols et l'eau
Plus de 40 milliards de m³ d’eaux usées sont traités chaque année dans l’UE mais seulement 964 millions de m³ sont réutilisés, le reste étant rejeté dans les cours d’eau. Les pénuries d’eau affectent à ce jour 11 % de la population de l’UE et 17 % de son territoire, mais la situation est plus préoccupante autour de la Méditerranée où environ 50 % de la population vit sous un stress hydrique constant durant l’été.

### Pollutions

#### Gaz à effet de serre
L'Europe est un acteur historique d'émissions de gaz à effet de serre (GES), avec une consommation massive de charbon et de pétrole notamment depuis l'industrialisation, et une activité d'élevage développée.
Bien que les émissions de gaz à effet de serre de l'UE (27) aient baissé depuis 2005, elles représentent encore 7,3 % des émissions mondiales en 2021, l'Europe étant le troisième plus gros émetteur derrière la Chine et les États-Unis.

#### Pollution de l'air

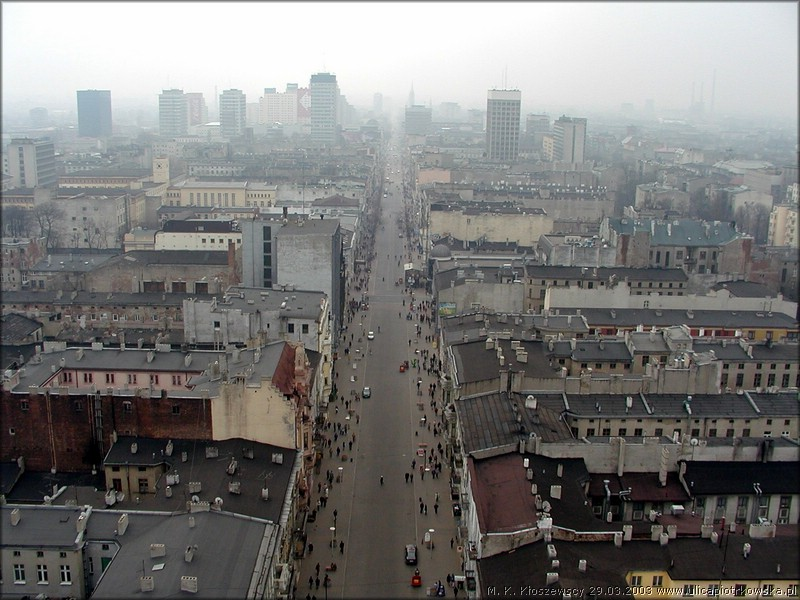
Smog à Łódź, Pologne.

La pollution de l'air a atteint des niveaux importants au cours des XIXe et XXe siècles, avec l'industrialisation, la généralisation des automobiles, l'augmentation des flux de camions... En Europe de l'Est, la situation s'est améliorée depuis 1989 en raison du déclin de l'industrie lourde et l'augmentation des préoccupations environnementales par les gouvernements post-communiste.

#### Pollution de l'eau

##### Pollutions maritimes
En 2019, entre 75 % et 91 % de la superficie des mers européennes sont toujours contaminées par des polluants chimiques. Si la contamination est en baisse dans les quatre mers de l'Union européenne, elle reste élevée. Elle touche 75 % de la superficie de l'Atlantique du Nord-Est, 87 % de la Méditerranée, 91 % de la mer Noire, et même 96 % de la mer Baltique.
Les concentrations de polluants, notamment de métaux lourds, déclinent (mer du Nord et Atlantique du Nord-Est surtout), mais elles restent trop élevées dans de nombreuses zones côtières pour le cadmium et le mercure. Les concentrations de DDT ne régressent toujours pas en Méditerranée.

#### Gestion des déchets
La quantité de déchets recyclés est passée de 87 kg par habitants et par an en 1995, à 241 kg/hab/an en 2020. Mais les écarts entre les pays membres restent importants.
Une enquête de télévision allemande a désigné Heilbronn (avec sa mine de sel gemme) et Herfa-Neurode comme les deux lieux les plus pollués d'Allemagne. Mais l'Allemagne est également le pays qui recycle le mieux ses déchets, avec 63 % de déchets recyclés.
Environ 160 000 tonnes de billes plastiques, appelés pellets ou « larmes de sirène » et constituant la matière première de la fabrication d'objets en plastique, seraient « perdues » chaque année en Union européenne.

### Impacts de l'urbanisation
L'artificialisation des sols est importante à l'échelle européenne. Elle conduit à une consommation de terres agricoles, à une disparition et un morcellement des milieux, avec un impact sur les continuités écologiques, à un mitage de l'espace (paysages parfois dégradés). La pollution lumineuse est problématique.

## L'exposition aux risques

### Catastrophes naturelles

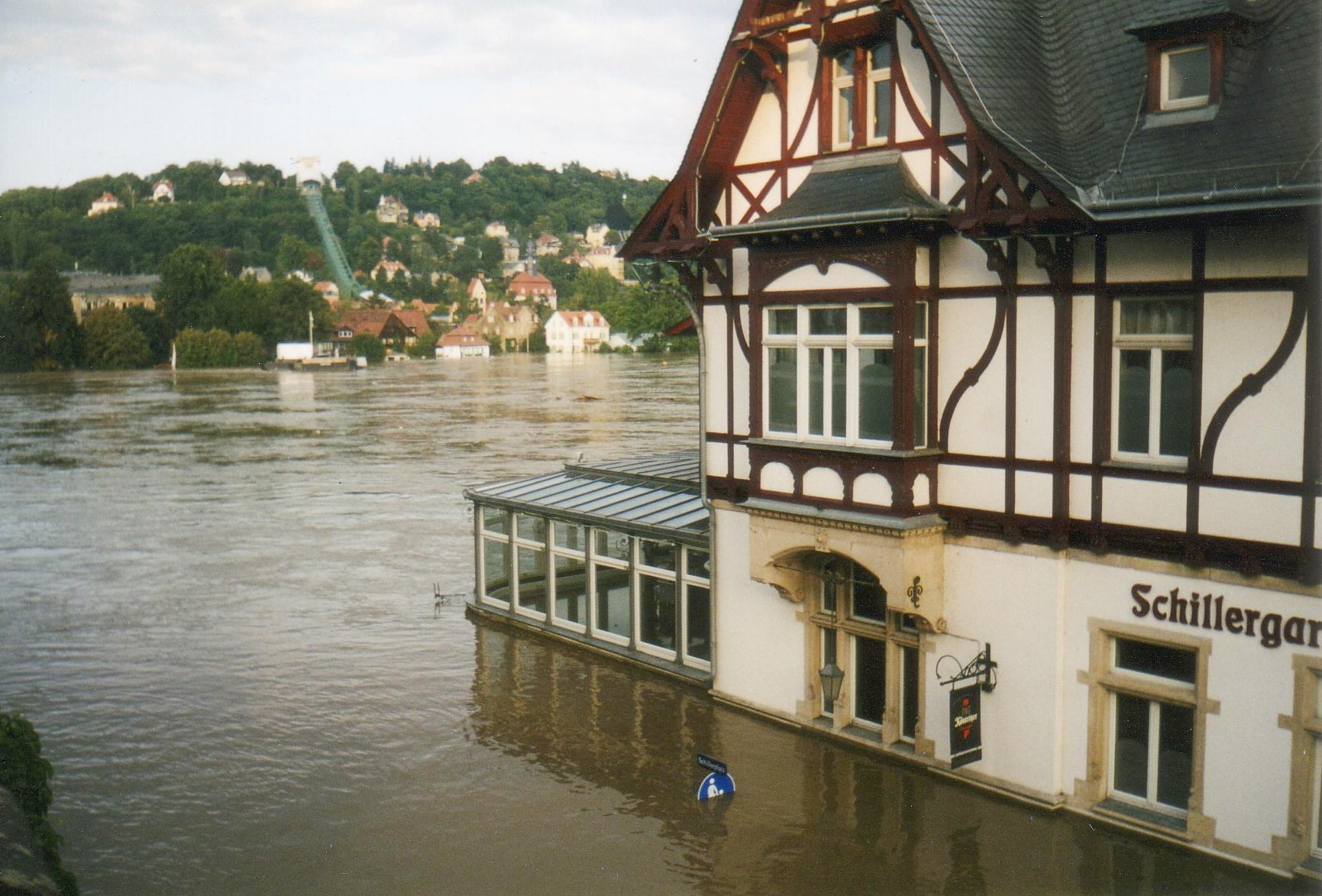
Inondations à Dresde en 2002

L'Union européenne est exposée à de multiples aléas naturels : inondations, tempêtes, Canicules, sécheresses, incendies, glissements de terrain, vagues de froid, séismes, volcanisme...
De 1980 à 2021, les événements météorologiques extrêmes tels que les canicules et les inondations ont tué 195 000 personnes en Europe, et causé des pertes économiques estimées à 560 milliards d'euros. Les canicules comptent pour 81 % du nombre de morts et pour 15 % des dommages financiers.

#### Canicules, sécheresses et incendies
Le réchauffement climatique accentue les phénomènes naturels de canicules, incendies et sécheresses que connait l'Europe, et particulièrement le bassin méditerranéen. La région fait partie des zones les plus touchées de la planète par ces phénomènes et se réchauffe plus vite que la moyenne mondiale. Les pratiques agricoles sont affectées par des phénomènes météorologiques extrêmes et des périodes prolongées de canicule. Les agriculteurs sont exposés aux intempéries et s'en trouvent affectés.
En 2018, dans toute l'Europe, les incendies estivaux sont en hausse : le nombre de feux (entendus comme un incendie sur une surface minimale de 0,5 hectare, soit deux tiers d'un terrain de football) dénombrés en 2018 est nettement supérieur à la moyenne de la dernière décennie. On comptait, à la fin juillet, 450 feux dans l'Union européenne, soit une augmentation de près de 40 %. Pour autant, le nombre d'hectares brûlés par ces incendies est en nette diminution à la même période. L'Europe du Nord connait alors une canicule avec des feux de forêt sans précédent.

#### Séisme et volcanisme
Les risques sismiques concernent principalement la région méditerranéenne de l'Union. La Grèce est le premier pays concernés puisque la totalité de son territoire est considéré comme étant à haut risque. L'Italie est elle aussi concernée avec des risques élevés pour certaines zones.
Il y a, sur le territoire de l'actuel Union européenne, plusieurs volcans qui ont été actifs ces 10 000 dernières années et qui menacent les habitants de certaines régions (et qui par suite peuvent provoquer des problèmes socio-économiques). Parmi les États membres les plus concernés se trouvent l'Italie, le Portugal, l'Espagne et la Grèce.

### Catastrophes industrielles
Le territoire est soumis au risque industriel depuis l'industrialisation, et a connu plusieurs catastrophes majeures : explosions de poudrières (dont celle de la poudrière de Grenelle à Paris en 1794, qui fit un millier de morts), explosion d'usine ou encore de dépôt de munition ; catastrophes minières, la Catastrophe de Courrières en 1906 en France étant la plus grave d'Europe ; rupture de barrage...
En 1976, la catastrophe de Seveso en Italie provoque une catastrophe écologique de grande ampleur au cours de laquelle des quantités importantes de dioxine sont relâchées dans l'atmosphère. Par la suite, la directive Seveso, un ensemble de textes réglementaires, sera mis en place dans tous les pays de la Communauté européenne.

## Politique environnementale dans l'Union européenne

### Politique environnementale de l'Union européenne
L'UE consacre plus de 30 % de son budget total (356 milliards d'euros sur les 1 074 milliards d'euros du cadre financier 2021-2027) à la défense de l'environnement et à la lutte contre le changement climatique. A cela s'ajoutent les 750 milliards d'euros du plan de relance, dont 37 % sont dédiés au climat.

#### Politique de lutte contre le réchauffement climatique
L'Union Européenne est engagée au sein du Protocole de Kyoto et a accueilli la COP 21 à Paris.
En octobre 2018, les députés européens ont adopté une résolution demandant à la Commission européenne et aux États membres de relever les engagements de réduction des gaz à effet de serre européens de - 40 % à - 55 % d’ici à 2030 et de doter l’UE d’une stratégie lui permettant d’atteindre la neutralité en gaz à effet de serre d’ici à 2050.

#### Politique agricole commune
La Politique agricole commune est une politique agricole mise en place à l'échelle de l'Union européenne.

#### Politique de lutte contre les pollutions
L'Europe a fixé un objectif de bon état écologique des cours d'eau et milieux marins d'ici 2020. Cet objectif ne sera pas tenu.

#### Préservation de la biodiversité
Le 12 juillet 2023, la Loi européenne sur la restauration de la nature est votée.

### Politiques nationales et locales
Bien qu'il existe des négociations sur certains aspects de la politique décidée par l'Union européenne (agriculture, quotas de pêches...), les pays déclinent en général cette politique au niveau national. Le niveau d'ambition varie en fonction des pays et dans le temps au sein d'un même pays, selon le contexte économique et politique.

#### Villes durables
Les villes durables et villes en transition participent à l'effort collectif en faveur de la protection de l'environnement. La Charte d'Aalborg a été adoptée par les participants à la conférence européenne sur les villes durables qui s'est tenue dans la ville danoise d'Aalborg le 27 mai 1994. 
Les écoquartiers se développent à partir des années 2000. 
Les territoires tendent à augmenter la part de renouvellement urbain dans leur développement, par résorption des friches notamment. La protection du patrimoine contribue largement à la réhabilitation de l'existant plutôt qu'à des déconstructions - reconstructions.

### Évaluation environnementale globale
L'empreinte écologique globale est importante.
Le jour du dépassement (date de l’année, calculée par l'ONG américaine Global Footprint Network, à partir de laquelle l’humanité est supposée avoir consommé l’ensemble des ressources que la planète est capable de régénérer en un an) de l'Union européenne est le 10 mai.